# Władysław Kulesza (pułkownik)
Władysław Kulesza (ur. 24 marca 1888 w majątku Gizowszczyzna na Wołyniu, zm. 9–11 kwietnia 1940 w Katyniu) – sztab-rotmistrz Armii Imperium Rosyjskiego, pułkownik kawalerii Wojska Polskiego, ofiara zbrodni katyńskiej.

## Życiorys
Syn Hieronima i Elżbiety de Mezer, urodzony 24 marca 1888 w majątku Gizowszczyzna w ówczesnym powiecie starokonstantynowskim guberni wołyńskiej. W 1909 uzyskał świadectwo dojrzałości w szkole realnej w Odessie. 19 sierpnia 1909 wstąpił do Szkoły Kawalerii w Jelizawietgradzie, a po jej ukończeniu w 1911, w stopniu podporucznika, uzyskał przydział do 12 pułku ułanów armii rosyjskiej. 23 września 1914 awansowany na porucznika ze starszeństwem z dniem 19 sierpnia 1914. Do listopada 1917 brał udział w walkach na froncie Wołyńskim, Rumuńskim, a także na Bukowinie. 28 maja 1916 kontuzjowany koło Tarczyna. W styczniu 1918 „wyszedł z grupą Polaków do 3. Polskiego Pułku Ułanów" (rozkaz pułkowy nr 11). W latach 1918–1921 walczył w szeregach 14 pułku ułanów jazłowieckich. Po zakończeniu wojny z bolszewikami został zweryfikowany w stopniu podpułkownika ze starszeństwem z dniem 1 czerwca 1919 i 64. lokatą w korpusie oficerów jazdy. W 1923 pełnił służbę na stanowisku dowódcy I dywizjonu – zastępcy dowódcy 14 pułku Ułanów Jazłowieckich. Od 13 listopada do 20 grudnia 1923 oraz od 4 października do 4 listopada 1924 pełnił czasowo obowiązki dowódcy 6 Pułku Strzelców Konnych w Żółkwi. Od 10 czerwca 1924 był słuchaczem trzymiesięcznego kursu dla oficerów sztabowych kawalerii w Centralnej Szkole Kawalerii w Grudziądzu. Z dniem 20 listopada 1924 został przeniesiony z 14 puł. do 1 pułku strzelców konnych w Garwolinie na stanowisko dowódcy pułku. 12 kwietnia 1927 został awansowany na pułkownika ze starszeństwem z dniem 1 stycznia 1927 i 4,5. lokatą w korpusie oficerów kawalerii. W marcu 1929 został przeniesiony do kadry oficerów kawalerii z równoczesnym przeniesieniem służbowym do Wojskowego Zakładu Remontu Koni na stanowisko przewodniczącego Komisji Remontowej Nr 3 w Krakowie. Służbę na tym stanowisku pełnił przez dziesięć lat. W marcu 1939 posiadał najwyższe starszeństwo i lokatę wśród pułkowników kawalerii.
W czasie kampanii wrześniowej, po agresji ZSRR na Polskę,17 września 1939 dostał się do niewoli sowieckiej w Tarnopolu. Początkowo, od 21 października 1939 przebywał w obozie w Putywlu, a następnie w listopadzie 1939 został przeniesiony do obozu jenieckiego w Kozielsku, skąd w styczniu 1940 wysłał ostatni list. Między 7 a 9 kwietnia 1940 został przekazany do dyspozycji naczelnika Zarządu NKWD Obwodu Smoleńskiego – lista wywózkowa 015/2 z 5 kwietnia 1940. Między 9 a 11 kwietnia 1940 został zamordowany w Katyniu przez funkcjonariuszy Obwodowego Zarządu NKWD w Smoleńsku oraz pracowników NKWD przybyłych z Moskwy na mocy decyzji Biura Politycznego KC WKP(b) z 5 marca 1940. Ofiary tej zbrodni grzebano w bezimiennych mogiłach zbiorowych, gdzie od 28 lipca 2000 mieści się oficjalnie Polski Cmentarz Wojenny w Katyniu. W miejscu tym prowadzone były ekshumacje i prace archeologiczne. W 1943 jego ciało zostało zidentyfikowane w toku ekshumacji nadzorowanych przez Niemców pod numerem 295 – dosłownie opisany jako Kulecza Wladyslaw (raport dzienny bez daty). Przy jego szczątkach znaleziono dowód osobisty oraz różaniec. Figuruje na liście Komisji Technicznej PCK pod numerem 0295. Postanowieniem Sądu Grodzkiego z Krakowa z 30 lipca 1948, został uznany za zmarłego.
Był żonaty z Rosjanką, z którą miał syna. Właściciel majątku w Sewruni na Wołyniu.
Postanowieniem nr 112-48-07 Prezydenta RP Lecha Kaczyńskiego z 5 października 2007 został mianowany pośmiertnie do stopnia generała brygady. Awans został ogłoszony 9 listopada 2007 w Warszawie, w trakcie uroczystości „Katyń Pamiętamy – Uczcijmy Pamięć Bohaterów".

## Ordery i odznaczenia
- Krzyż Niepodległości – 25 stycznia 1933[29]
- Krzyż Walecznych czterokrotnie, po raz pierwszy w 1921[30], po raz czwarty w 1922[31]
- Złoty Krzyż Zasługi – 10 listopada 1928[32][33][13]
- Medal Pamiątkowy za Wojnę 1918–1921[33][13]
- Medal Dziesięciolecia Odzyskanej Niepodległości[33][13]
- Odznaka pamiątkowa I Korpusu Polskiego w Rosji[33]
- Medal Zwycięstwa („Médaille Interalliée”) – 1925[33][34][35]
- Wstążeczka amarantowa – 6 czerwca 1918[35]

W czasie służby w armii rosyjskiej otrzymał:
- Order św. Anny IV klasy z napisem „Za waleczność" – 1914[2]
- Order św. Stanisława III klasy z Mieczami – 1914[2]
- Order św. Anny III klasy z Mieczami – 1915[2]
- Order św. Stanisława II klasy z Mieczami – 1917[8]
- Order św. Włodzimierza IV klasy z Mieczami – 1915[2]
- Medal „Ku pamięci 1812 roku" – 1913[2]
- Medal „Ku pamięci 300-lecia Domu Romanowych" – 1913[2]

## Upamiętnienie
13 kwietnia 2010, w Sanktuarium Matki Bożej Bolesnej Królowej Polski w Kałkowie-Godowie, uroczyście posadzono dwa Dęby Pamięci – jeden poświęcony tragicznie zmarłemu prezydentowi RP Lechowi Kaczyńskiemu, a drugi honorujący gen. Władysława Kuleszę.